# Kašna s Herkulem (Cheb)
Kašna se sochou Herkula (též kašna se sochou Divého muže) je kašna v dolní části náměstí Krále Jiřího z Poděbrad v Chebu.

## Historie
Dřevěná kašna byla na tomto místě umístěna už v roce 1350. Stávající kašna pochází ze 16. století, kamenná nádrž pak z roku 1606.  V roce 1681 byla na kašně instalována dřevěná socha sochaře Petra Ecka, která byla v roce 1738 nahrazena kamennou sochou Herkula z dílny Petra Antona Felsnera.

## Popis
Kašna je polygonální, s hladkými stěnami a vysazeným okrajem. Kamenný pilíř uprostřed přechází v hlavici zdobenou stylizovaným rostlinným ornamentem. Na ní stojící socha Herkula je v podživotní velikosti. Postava drží v pravé ruce kyj a levou se opírá o štít s městským znakem Chebu.
Socha je kopií plastiky Herkula od P. A. Felsnera, umístěné na schodišti v bývalé barokní radnici – dnešní Galerii výtvarného umění. Autorem sochy Herkula na kašně může být sám Felsner, nebo někdo z jeho dílny.